# مشروع الوقود البيئي (الكويت)

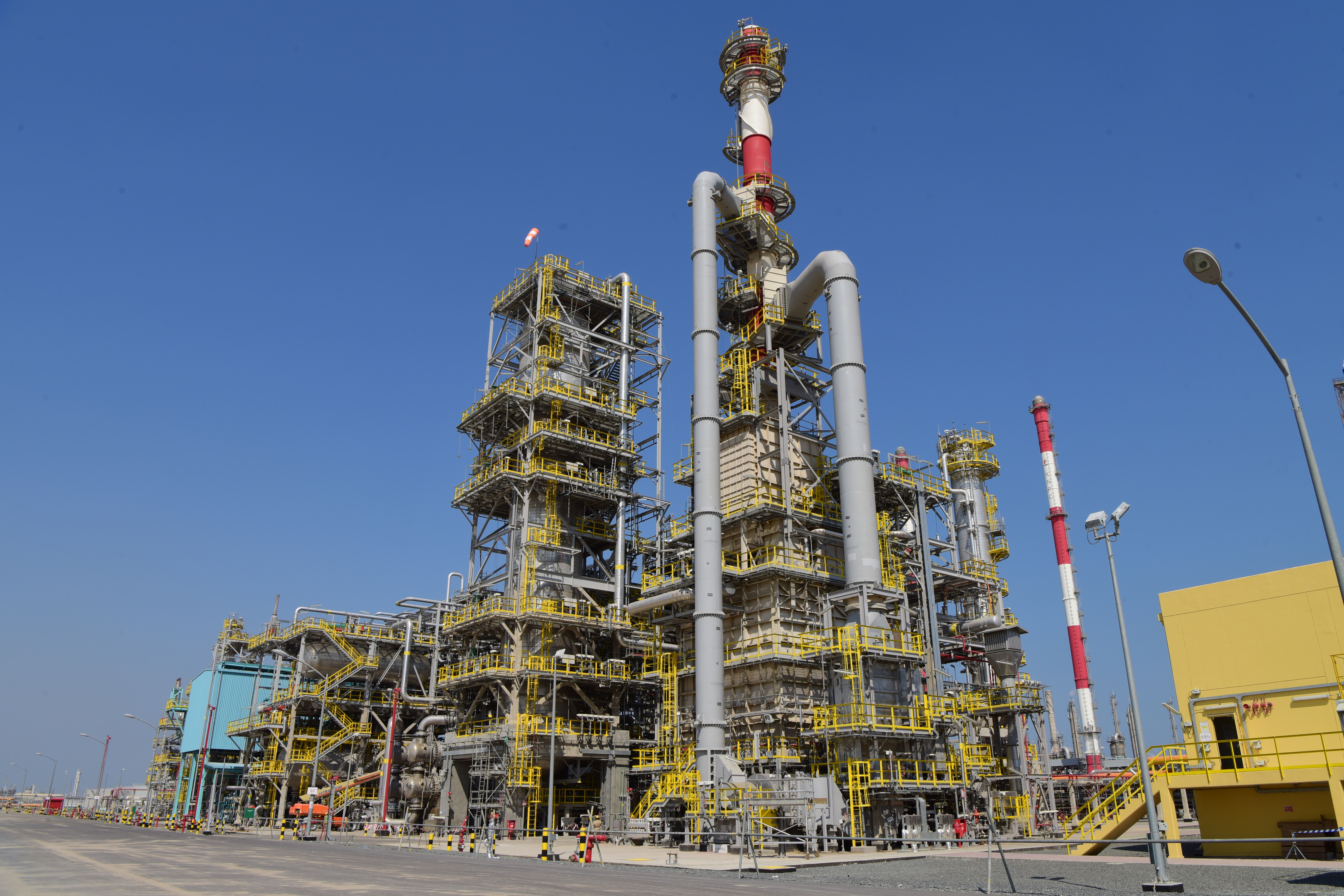
U-216 وحدة إنتاج الديزل

مشروع الوقود البيئي هو مشروع استراتيجي في دولة الكويت يهدف لتوسيع وتطوير مصفاتي ميناء عبدالله وميناء الأحمدي ليكونا مجمعا تكريرا متكاملا بطاقة إجمالية تبلغ 800,000 برميل يوميا. ومن المتوقع أن يعزز مكانة الكويت العالمية في صناعة تكرير النفط.
أهداف المشروع بالإضافة إلى الزيادة المتطورة في القدرات التحويلية، تعزيز التميز التشغيلي والاعتمادية وأداء السلامة إلى حد كبير في مصفاتي ميناء الأحمدي وميناء عبد الله، مع تطوير كفاءة الطاقة وحماية البيئة أيضا. وتتوافق منتجاته النظيفة مع مواصفات يورو-4 ويورو-5 مما يحد من التأثير السلبي  على البيئة.
تلبي الشركة من خلال المشروع الطلب المحلي والدولي للوقود النظيف والذي يتوافق مع المتطلبات البيئية الأكثر صرامة، وخلق مشروع الوقود البيئي ما يعادل 1000 فرصة عمل مما يساهم بشكل فعال في تعزيز الاقتصاد الكويتي.

## حقائق وأرقام
تم تحديث 7 وحدات في مصفاتي ميناء الأحمدي وميناء عبد الله، مع إغلاق 7 وحدات في مصفاتي ميناء الأحمدي وميناء عبد الله، وعمل في تنفيذ المشروع مايزيد عن 50,000 عامل وموظف، وتم تركيب معدات جديدة في المشروع وصل عددها إلى 4,045.

## الجدوى الاقتصادية
بدلاً من بيع النفط الخام مباشرة إلى السوق، فإن المشروع يضيف قيمة جديدة للموارد الطبيعية، ويزيد حصة الكويت في الساحة الدولية.

## الأهمية البيئية
تتوافق منتجات المشروع مع مواصفات Euro-4 و Euro-5، مما يعني انخفاضا كبيراً في محتوى أكاسيد النيتروجين والكبريت والملوثات الأخرى التي تطلق في الهواء، وبالتالي الحد من التأثيرات البيئية إلى حد بعيد. فعلى سبيل المثال، يتم خفض محتوى الكبريت في البنزين من 500 جزء في المليون إلى 10 جزء في المليون، وكذلك خفضه في الديزل من 5000 جزء في المليون إلى 10 جزء في المليون, وانخفاض نسبة الكبريت في وقود السفن (زيت الوقود) من 3.5% إلى 0.5%.

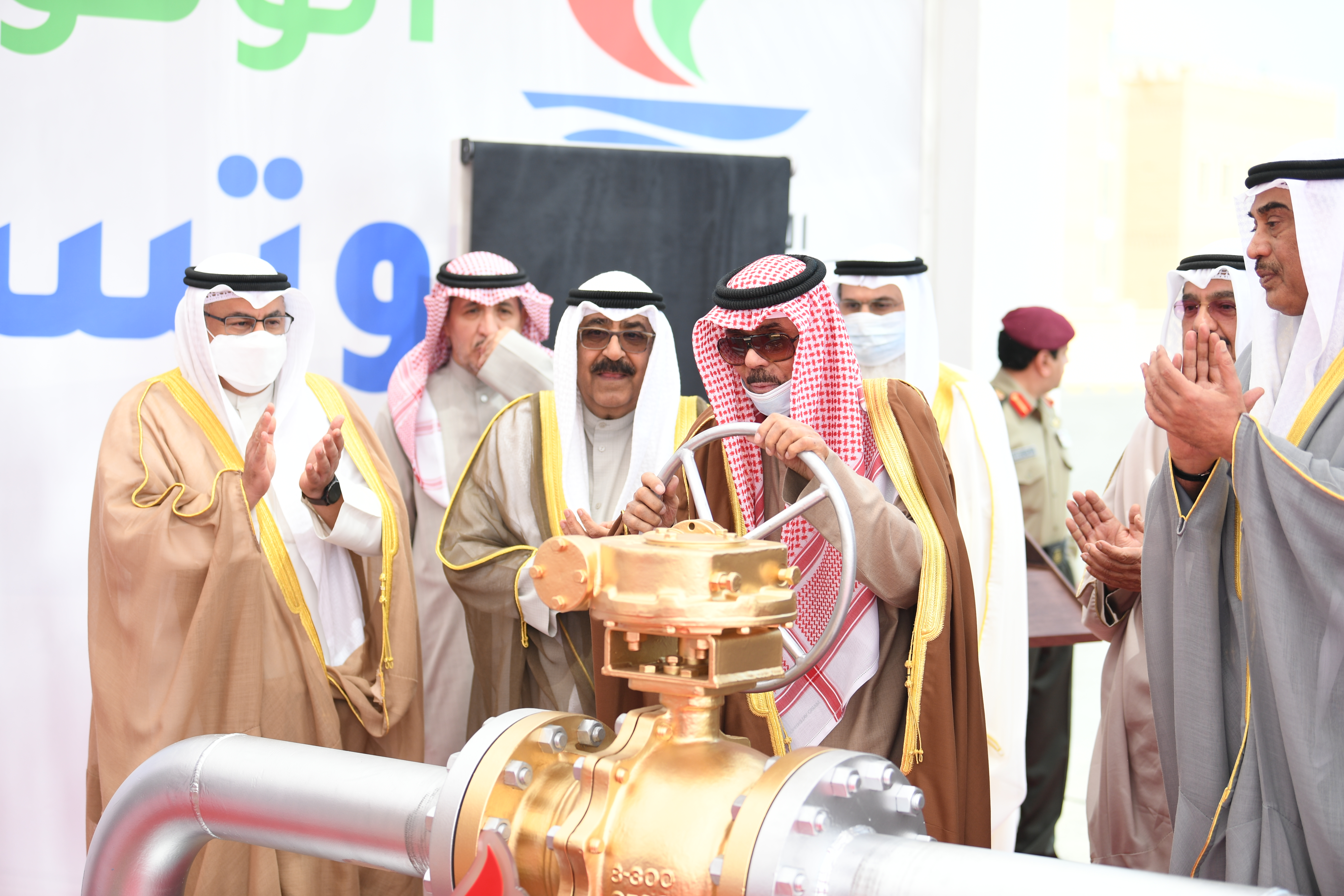

## التشغيل الكامل للمشروع
دشن رسميًا أمير الكويت نواف الأحمد الصباح التشغيل الكامل لمشروع الوقود البيئي بتاريخ 22 مارس 2022 وذلك بمصفاة ميناء عبدالله التابعة لشركة البترول الوطنية الكويتية.